# ニッケン文具
ニッケン文具株式会社（ニッケンぶんぐ、英: Nikken Stationery co.ltd.）は、大阪府東大阪市長田に本社を構える文具文房具の総合問屋である。

また、PB商品・直営店舗にて「COMPASS」の名称でブランドを展開している。

## 沿革・概要
- 1933年（昭和8年）8月1日 - 大阪市南区錦屋町にてクレヨンの製造及び文房具を販売する大阪屋を創業。
- 1947年（昭和22年） - 昭和16年以降、戦地召集のため休業していたが昭和22年に大阪市阿倍野区天王寺に徳弘化学を再開。
- 1951年（昭和26年） - ニッケン文具株式会社を設立。
- 1971年（昭和46年） - 東大阪市長田紙文具流通センターに新社屋移転。
- 1983年（昭和58年） - 代表取締役に德弘滋が就任。
- 1994年（平成6年） - 株式会社多磨屋をM&A。NKグループに吸収。
- 1997年（平成9年） - 東大阪市長田紙文具流通センターに関西支店を設立。
- 1998年（平成10年） - 株式会社ニシカワをM&A。 NKグループに吸収。
- 2009年（平成21年） - 株式会社ニシカワと合併統合。
- 2009年（平成21年） - 共同文具株式会社と合併統合。
- 2010年（平成22年） - 社長に荒牧廣行が就任。
- 2016年（平成28年） - 社長に德弘恭子が就任。

## 拠点情報
- 本社 - 〒577-0013 大阪府東大阪市長田中4-5-44
- 中央支店 - 〒577-0013 大阪府東大阪市長田中3-4-31
- 関西支店 - 〒577-0015 大阪府東大阪市長田3-3-11
- 第一支店 - 〒577-0013 大阪府東大阪市長田中4-5-46-3F
- 第二支店 - 〒577-0013 大阪府東大阪市長田中4-5-46-3F
- 第七支店 - 〒577-0013 大阪府東大阪市長田中4-6-38
- なみはや支店 - 〒577-0013 大阪府東大阪市長田中4-5-46-3F
- 東京支店 - 〒130-0004 東京都墨田区本所4-30-8
- 関東支店 - 〒343-0824 埼玉県越谷市流通団地1-1-7
- 東支店 - 〒338-0831 埼玉県さいたま市桜区南元宿2-25-18
- 札幌支店 - 〒061-3241 北海道石狩市新港西1-719-13
- 名古屋支店 - 〒486-0927 愛知県春日井市柏井町1-83 勝川メディカルビル2F
- 名古屋支店物流センター - 〒486-0961 愛知県春日井市春日井上ノ町字割畑64
- 四国支店 - 〒761-1701 香川県高松市香川町大野139-1
- 九州支店 - 〒811-2301 福岡県糟屋郡粕屋町大字上大隈字焼町802-1
- SRD事業部 - 〒577-0013 大阪府東大阪市長田中3-6-18

## 役員
- 代表取締役会長 - 德弘滋
- 代表取締役社長 - 德弘恭子
- 取締役 常務執行役員 - 大濱昌美
- 取締役 常務執行役員 - 菊田修
- 執行役員 - 村井節男
- 執行役員 - 林孝一
- 執行役員 - 中田敏夫
- 執行役員 - 川端英樹

## 直営店舗
※2021年8月1日現在　新型コロナウイルスの影響により、営業時間変更の可能性があります。

店舗の電話番号・営業時間等は、ニッケン文具HPを参照してください。

### 大阪府
- 文具コンパス　都島店
- 文具コンパス　曽根店
- COMPASS　庄内店
- 文具コンパス　高槻店
- COMPASS　香里園店
- COMPASS　東大阪店
- COMPASS　泉ヶ丘店
- COMPASS　堺店
- 文具コンパス　岸和田店
- COMPASS　光明池店
- COMPASS　今福店
- COMPASS　泉北店
- COMPASS　岸和田カンカン店
- COMPASS　鴻池店
- COMPASS　門真店
- COMPASS　枚方店
- COMPASS　八尾店

### 兵庫県
- COMPASS　HAT神戸店
- 文具コンパス　尼崎店
- 文具のコンパス　つかしん店
- 文具コンパス　伊丹店
- COMPASS　川西店
- 文具のコンパス　姫路田寺店
- COMPASS　姫路店
- COMPASS　明石店
- COMPASS　高砂緑丘店
- COMPASS　多田店
- COMPASS　昆陽店
- COMPASS　西神戸店
- COMPASS　玉津店

### 京都府
- 文具コンパス　桂南店
- COMPASS　山田川店
- COMPASS　Park店
- COMPASS　宇治東店

### 奈良県
- 文具コンパス　高の原店
- HuG　奈良店

### 和歌山県
- COMPASS　和歌山店

### 滋賀県
- COMPASS　近江八幡店
- COMPASS　守山店
- COMPASS　堅田店

### 石川県
- COMPASS　松任店

### 鳥取県
- COMPASS　yonago R431店

### 岡山県
- COMPASS　岡山店

## FC店舗
※FC店舗情報は現在収集中

## ニッケン文具株式会社
- 本社 〒577-0013 大阪府東大阪市長田中 4-5-44
TEL 06-6747-7711 FAX 06-6747-5557